# Get It Poppin'
Get It Poppin' è un singolo del rapper statunitense Fat Joe, pubblicato nel 2005 come secondo estratto dall'album All or Nothing. È stato prodotto da Scott Storch e vi ha partecipato Nelly.

## Informazioni
La canzone, il cui testo è stato scritto dagli stessi Nelly e Fat Joe, è una delle hit di successo dell'artista. Ha raggiunto la posizione n.9 nella Billboard Hot 100, la n.17 nella Hot R&B/Hip-Hop Songs e la n.6 nella Hot Rap Tracks. In Regno Unito si è classificata alla 34ª posizione.
"Get It Poppin'" è stata inoltre utilizzata come canzone principale del WWE SummerSlam 2005.

## Videoclip
Il videoclip è stato girato da Chris Robinson ed include i cameo di molti artisti, quali Ying Yang Twins, Jazze Pha, Keyshia Cole, Remy Ma, T.I., Boyz n da Hood e Layzie Bone. Nella scena iniziale, Fat Joe è a bordo di una lussuosa limousine con alcune ragazze, nell'attesa di arrivare a un night club. È all'interno di quest'ultimo che si svolge tutto il resto del video.

## Posizioni in classifica
| Chart (2005)                          | Posizione massima |
| ------------------------------------- | ----------------- |
| Billboard Hot 100 (USA)               | 9                 |
| Billboard Hot R&B/Hip-Hop Songs (USA) | 17                |
| Billboard Hot Rap Tracks (USA)        | 6                 |
| Billboard Pop 100 (USA)               | 8                 |
| Billboard Hot Digital Songs (USA)     | 10                |
| Billboard Hot Ringtones (USA)         | 15                |
| Finland Singles Top 20 (Finlandia)    | 9                 |
| RIANZ Singles Chart (Nuova Zelanda)   | 24                |
| Irish Singles Chart (Irlanda)         | 26                |
| World Singles Top 40                  | 26                |
| ARIA Singles Chart (Australia)        | 30                |
| Official Singles Chart (UK)           | 34                |
| Germany Singles Top 100 (Germania)    | 48                |
| Swiss Singles Top 100 (Svizzera)      | 49                |
| Austria Singles Top 75 (Austria)      | 50                |